# Ахрем-Ахремович, Раймонд Михайлович
Раймонд Михайлович Ахрем-Ахремович (19 января 1889, Ивенец, Минская губерния — 11 декабря 1983, Москва) — светский терапевт. Доктор медицинских наук (1936), профессор. Заслуженный деятель науки РСФСР.

## Биография
В 1925 окончил медицинский факультет Казанского университета. Работал ординатором терапевтической клиники в Казани.
С 1930 в Омском медицинском институте: зав. кафедрой пропедевтики внутренних болезней, зав. кафедрой терапии (1940—1960), декан лечебного факультета, проректор по научной работе, ректор (1940—1953).
Руководил Омским отделением общества по распространению политических и научных знаний.
С 1960 работал в Институте терапии АН СССР (Москва). Руководил рядом клинических отделений Института кардиологии им. А. Л. Мясникова ВКНЦ АМН СССР.
Автор работ по изучению краевой патологии (эпидемический зоб, бруцеллёз, описторхоз), вопросам легочной и сердечно-сосудистой патологии.
Награждён орденом Трудового Красного Знамени, медалью «За доблестный труд в Великой Отечественной войне 1941—1945 гг.», знаком «Отличник здравоохранения».

## Научные работы
- «Эндемический зоб в Ойротии. (Горный Алтай)», 1946
- «Сборник оториноларингологических работ», 1951
- «Клиника, лечение и профилактика описторхоза» Омск, 1954
- «Клинические формы бруцеллеза и их лечение» Омск, 1957
- «Описторхоз человека» Москва, 1963